# Struktura tla
Struktura tla - definira njegova svojstva. Zavisno o načinu na koje je tlo nastalo (v. postanak tla) imamo različite strukture, ali struktura ovisi i o minerološkom sastavu (v. minerali) osnovne stijene. Razaznajemo dvije elementarne strukture. Vezana struktura za koherentne materijale i nevezana struktura za nekoherentne materijale. Strukturu nekog tla možemo provjeriti fotografiranjem (v. fotografija) pomoću elektronskog mikroskopa. Struktura promatranog tla nam ukazuje na koji se način čestice međusobno vežu i definira prostor među česticama tj. pore.
Zbijeni materijali se manje sliježu od rahlijih i prirodno je da je tlo s više pora propusnije. Međutim, pokazat će se da glina ima više pora od šljunka, ali da je manje propusna. To je posljedica strukture tla i oblika zrna. 

## Nevezana struktura
Kod krupnih čestica struktura može biti rahla ili zbijena. Što se izražava porozitetom {\displaystyle \ n}. Porozitet predstavlja omjer volumena pora i ukupnog volumena tla. (v. mehaniku tla)
Isto tlo, ali s različitim porozitetom, kao na slici desno ima drugačiju čvrstoću, deformabilnost i osjetljivost na potres. Čestice pjeska i šljunka vidljive su prostim okom i imaju više-manje sferičan ili eliptičan oblik.

## Vezana struktura
Kod sitnih čestica praha i gline struktura može biti: sačasta, pahuljasta i složena. Različite strukture u sitnozrnom tlu presudno utječu na njegova fizikalno-mehanička svojstva (čvrstoća, deformabilnost, propusnost). Prisustvo krupnijih čestica među sitnijim česticama također utječu na svojstva takvog tla. 
Čestice gline nisu vidljive prostom oku i imaju oblik pločica s jasno izraženim utjecajem električnog naboja na svojoj površini.

### Brownovo gibanje sitnih čestica
Ako zamislimo da imamo raspršene najsitnije čestice koherentnih materijala (<0,002mm) u mirnoj vodi. Doći će do taloženja. Međutim te čestice u vodi lebde i stvaraju koloidne suspenzije. Lebdeći, sudaraju se s molekulama vode i međusobno. Znamo da se čestice jednakih naboja odbijaju, a različitih naboja privlače. Ta se pojava zove Brownovo gibanje. Zbog kaotičnog gibanja i različitih naboja te pod utjecajem elektrokemijskih sila čestice se nakupljaju u folikule. Folikule tada počinju tonuti i taložiti se na dno. Na taj način nastaje vrlo rahla struktura tla. Kažemo da je takva struktura sačasta ili još rahlija - pahuljasta. Ovakva tla su jako stišljiva i imaju malu čvrstoću na smicanje

## vidi još
- tlo
- Mehanika tla
- Geotehnika